# Haïg Sarikouyoumdjian
Haïg Sarikouyoumdjian, né en 1985 à Lyon en France, est un musicien français d'origine arménienne, joueur et luthier de duduk.

## Biographie
Haïg Sarikouyoumdjian étudie d'abord le duduk auprès d'Araïk Bartikian (un héritier de Djivan Gasparian) puis plus globalement la musique arménienne avec le joueur de kamânche Gaguik Mouradian. Il se fait connaître en France et en Europe à partir de 2009 grâce à ses concerts donnés au Théâtre de la ville (notamment avec la chanteuse iranienne Sahar Mohammadi et le violoniste tunisien Jasser Haj Youssef) ainsi que par ses collaborations avec Jordi Savall et son ensemble Hespèrion XXI.

## Discographie
- 2012 : Esprit d'Arménie avec Gaguik Mouradian, Armen Badalyan, Hespèrion XXI dirigés par Jordi Savall, Alia Vox[7]
- 2020 : L'Art du duduk, Ocora Radio France[8]